# Засівання сіллю
Засівання сіллю або соління землі — ритуал, який полягає в посипанні сіллю території зруйнованого ворожого міста, щоб проклясти цю землю і всіх, хто намагатиметься відбудувати місто на ній. Цей звичай, очевидно, заснований на тому, що дуже мало видів рослин здатні рости на солоному ґрунті. Втім, немає підтверджених випадків застосування великої кількості солі, яка могла б дійсно зробити територію безплідною, тому вважається, що соління землі мало лише ритуально-символічне значення.

## Соління зруйнованих міст
Ця практика виникла на античному Близькому Сході і поширилася по всій його території, хоча історичні подробиці цього невідомі. Різноманітні хетські і ассирійські тексти говорять про церемонію посипання території зруйнованих міст сіллю (а також бур'янами). Зокрема, такого ритуалу зазнали Хаттуса, Арінна і Сузи.
У Книзі Суддів розповідається, що суддя Авімелех зробив це з містом Сихем після придушення повстання близько 1050 року до нашої ери. «І Авімелех воював із містом цілий той день, та й здобув місто, а народ, що був у ньому, позабивав. І зруйнував він те місто, та й обсіяв його сіллю» (Сд. 9:45, переклад Огієнка). Можливо, це було частиною ритуалу херем.
Щонайменше з 1863 року різні тексти стверджували, ніби римський полководець Сципіон, після того як зруйнував і розграбував Карфаген у 146 р. до н. е., звелів переорати і засіяти сіллю територію міста і околиць. Ця легенда навіть потрапила до першого видання енциклопедії «Кембриджська історія стародавнього світу» 1930 року, внаслідок чого значно поширилася. Втім, хоча стародавні джерела дійсно розповідають про проведення такого ритуалу над різними містами, конкретної згадки про Карфаген немає у жодному з них. У 1980-х роках вчені висунули вагомі аргументи, що поставили під сумнів достовірність цієї легенди.
Папа Боніфацій VIII, зруйнувавши Палестрину в 1299 році, наказав розорати цю землю і посіяти на ній сіль, порівнюючи це з прикладом Карфагена, хоча за текстом не зрозуміло, чи дійсно він вірив у засолювання Карфагена римлянами, або ж сприймав це як легенду. Існують звіти і про засолювання інших середньовічних італійських міст, — наприклад, Падуї після розграбування Аттілою у 452 році або Мілана, зруйнованого Фрідріхом Барбароссою в 1162, — хоча сучасні вчені відкидають ці розповіді як неісторичні.
В англійській епічній поемі «Облога Єрусалима» (бл. 1370 р.), що описує падіння Єрусалима у 70 р. н. е., розповідається, ніби Тит, захопивши місто, наказав посіяти сіль у Єрусалимському храмі. Втім, очевидець цих подій Йосип Флавій у своїй книзі не згадує про засівання храму сіллю.

## Покарання злочинців
В Іспанській імперії та Португалії існувала традиція зносити будинок засудженого за зраду, після чого посипати це місце сіллю. Наприклад, у Лісабоні в 1759 році було зруйновано і засіяно сіллю палац 8-го герцога Авейру, страченого за участь у змові проти короля. На місці маєтку встановлено кам'яну колону, напис на якій розповідає про зраду герцога, повалення і засівання сіллю його будинку, а також повідомляє, що на цій землі навіки заборонено будь-що будувати. Подібне практикувалося і в колоніальній Бразилії, де аналогічним чином поступили з будинком страченого лідера «Інконфиденсії Мінейра» Тирадентиса.

## Легенди
Давньогрецька легенда розповідає, що Одіссей, вдаючи з себе божевільного у спробі ухилитися від участі у Троянській війні, запряг у плуг коня і вола та почав орати поле, сіючи сіль. Невідомо, чи значить це, що давні греки також вірили, ніби посолена земля стане проклятою — оскільки якщо це так, то вчинок Одіссея мав би здаватися його сучасникам дійсно божевільним.

## Виноски
1. 1 2  Stevens, Susan T. (1988). A Legend of the Destruction of Carthage. Classical Philology. 83 (1): 39—41.
2. 1 2  Gevirtz, Stanley (1963). Jericho and Shechem: A Religio-Literary Aspect of City Destruction. Vetus Testamentum. 13 (Fasc. 1): 52—62.
3. ↑  Ripley, George; Charles Anderson Dana (1863). The New American Cyclopædia: a Popular Dictionary of General Knowledge. Т. 4. с. 39.
4. ↑  Ridley, R.T. (1986). To Be Taken with a Pinch of Salt: The Destruction of Carthage. Classical Philology. 81 (2): 140—146.
5. ↑  Visona, Paolo (1988). On the Destruction of Carthage Again. Classical Philology. 83 (1): 41—42.
6. 1 2  Warmington, B.H. (1988). The Destruction of Carthage: A Retractatio. Classical Philology. 83 (4): 308—310.
7. ↑  Hanna, Ralph and David Lawton, eds., The Siege of Jerusalem, 2003, рядок 1295 [Архівовано 2020-03-07 у Wayback Machine.]